# Мим, Крис
Кристофер Стивен Мим (англ. Christopher Steven Mihm, род. 16 июля 1979 года в Милуоки, штат Висконсин, США) — бывший американский баскетболист, игрок НБА.

## Ранние годы жизни
Мим родился в Милуоки, штат Висконсин в семье Гари и Нины Мим. В возрасте 14 лет он вошёл в число лучших игроков Техаса по теннису в своей возрастной категории.

## Карьера в колледже
Мим играл в баскетбольной команде Техасского университета в Остине и в настоящее время является рекордсменом университета по количеству набранных блок-шотов (264), вторым по подборам и вторым по дабл-даблам.

## Карьера в НБА

### Кливленд Кавальерс (2000—2003)
Мим был выбран под 7-м номером на драфте НБА 2000 года командой «Чикаго Буллз», но был обменян в «Кливленд Кавальерс». В своём первом сезоне он получил три травмы, вследствие чего пропустил 26 матчей. В своём втором сезоне Крис провёл 74 матча, 60 из которых в стартовом составе, но пропустил 8 матчей из-за ушиба правого колена. В третьем сезоне он пропустил первые 27 игр из-за напряжения левого подколенного сухожилия. В четвёртый и последний сезон в «Кавальерс» Мим сыграл 22 матча за них.

### Бостон Селтикс (2003—2004)
Мим был запасным центровым в «Селтикс». Он сыграл в 54 матчах за «Кельтов», но пропустил остальные игры сезона вновь из-за напряжения левого подколенного сухожилия. В межсезонье Крис был обменян в «Лос-Анджелес Лейкерс» вместе с Чаки Эткинсом и Джамейном Джонсом на Гэри Пэйтона и Рик Фокса и будущий драфт-пик первого раунда.

### Лос-Анджелес Лейкерс (2004—2009)
В своём первом сезоне за «Лейкерс» Мим был стартовым центровым во всех 75 матчах. Он пропустил 7 игр из-за желудочно-кишечного расстройства и растяжения правой лодыжки. Он также установил рекорд своей карьеры в матче против «Орландо Мэджик», набрав 25 очков, реализовав 11 из 18 бросков с игры. В своём втором сезоне в «Лейкерс» Мим провёл 56 из 59 матчей в старте, в среднем набирая 10.2 очка и имел 50.1 % попаданий с игры. Он пропустил 6 матчей из-за растяжения правого плеча и 17 матчей регулярного сезона и плей-офф в связи с сильным растяжением правой лодыжки. Следующий сезон Крис пропустил полностью, потому что он восстанавливался после операции на правой лодыжке.
После сезона 2006/2007 Мим стал свободным агентом. Он хотел подписать контракт с «Чикаго Буллз», чтобы помочь им после неудачного сезона, но они подписали Джо Смита. В конечном счёте Мим повторно подписал контракт с «Лос-Анджелес Лейкерс».

### Мемфис Гриззлис (2009)
18 февраля 2009 года Мим был обменян в «Мемфис Гриззлис» на условный пик драфта НБА 2013 года. Тем не менее, Мим так и не пришлось играть за «Гриззлис» из-за проведённой операции на правой лодыжке.

## Статистика

### Статистика в НБА
| Сезон                                                                                    | Команда  | Регулярный сезон | Регулярный сезон | Регулярный сезон | Регулярный сезон | Регулярный сезон | Регулярный сезон | Регулярный сезон | Регулярный сезон | Регулярный сезон | Регулярный сезон | Регулярный сезон | Серия плей-офф | Серия плей-офф | Серия плей-офф | Серия плей-офф | Серия плей-офф | Серия плей-офф | Серия плей-офф | Серия плей-офф | Серия плей-офф | Серия плей-офф | Серия плей-офф |
| Сезон                                                                                    | Команда  | GP               | GS               | MPG              | FG%              | 3P%              | FT%              | RPG              | APG              | SPG              | BPG              | PPG              | GP             | GS             | MPG            | FG%            | 3P%            | FT%            | RPG            | APG            | SPG            | BPG            | PPG            |
| ---------------------------------------------------------------------------------------- | -------- | ---------------- | ---------------- | ---------------- | ---------------- | ---------------- | ---------------- | ---------------- | ---------------- | ---------------- | ---------------- | ---------------- | -------------- | -------------- | -------------- | -------------- | -------------- | -------------- | -------------- | -------------- | -------------- | -------------- | -------------- |
| 2000/01                                                                                  | Кливленд | 59               | 43               | 19,8             | 44,2             | 0,0              | 79,4             | 4,7              | 0,3              | 0,3              | 0,9              | 7,6              | Не участвовал  | Не участвовал  | Не участвовал  | Не участвовал  | Не участвовал  | Не участвовал  | Не участвовал  | Не участвовал  | Не участвовал  | Не участвовал  | Не участвовал  |
| 2001/02                                                                                  | Кливленд | 74               | 60               | 22,4             | 42,0             | 42,9             | 69,3             | 5,3              | 0,3              | 0,2              | 1,2              | 7,7              | Не участвовал  | Не участвовал  | Не участвовал  | Не участвовал  | Не участвовал  | Не участвовал  | Не участвовал  | Не участвовал  | Не участвовал  | Не участвовал  | Не участвовал  |
| 2002/03                                                                                  | Кливленд | 52               | 0                | 15,6             | 40,4             | 0,0              | 72,4             | 4,4              | 0,5              | 0,3              | 0,7              | 5,9              | Не участвовал  | Не участвовал  | Не участвовал  | Не участвовал  | Не участвовал  | Не участвовал  | Не участвовал  | Не участвовал  | Не участвовал  | Не участвовал  | Не участвовал  |
| 2003/04                                                                                  | Кливленд | 22               | 1                | 17,8             | 46,5             | -                | 70,8             | 6,4              | 0,5              | 0,4              | 1,0              | 6,9              | Не участвовал  | Не участвовал  | Не участвовал  | Не участвовал  | Не участвовал  | Не участвовал  | Не участвовал  | Не участвовал  | Не участвовал  | Не участвовал  | Не участвовал  |
| 2003/04                                                                                  | Бостон   | 54               | 16               | 17,4             | 50,0             | -                | 64,4             | 5,1              | 0,2              | 0,5              | 0,8              | 6,1              | 4              | 0              | 16,3           | 31,8           | -              | 60,0           | 4,5            | 0,0            | 1,0            | 1,0            | 5,0            |
| 2004/05                                                                                  | Лейкерс  | 75               | 75               | 24,9             | 50,7             | 0,0              | 67,8             | 6,7              | 0,7              | 0,2              | 1,4              | 9,8              | Не участвовал  | Не участвовал  | Не участвовал  | Не участвовал  | Не участвовал  | Не участвовал  | Не участвовал  | Не участвовал  | Не участвовал  | Не участвовал  | Не участвовал  |
| 2005/06                                                                                  | Лейкерс  | 59               | 56               | 26,1             | 50,1             | -                | 71,6             | 6,3              | 1,0              | 0,3              | 1,2              | 10,2             | Не участвовал  | Не участвовал  | Не участвовал  | Не участвовал  | Не участвовал  | Не участвовал  | Не участвовал  | Не участвовал  | Не участвовал  | Не участвовал  | Не участвовал  |
| 2007/08                                                                                  | Лейкерс  | 23               | 5                | 12,1             | 33,7             | -                | 66,7             | 3,3              | 0,6              | 0,2              | 0,6              | 3,6              | 1              | 0              | 2,8            | 0,0            | -              | -              | 0,0            | 0,0            | 0,0            | 0,0            | 0,0            |
| 2008/09                                                                                  | Лейкерс  | 18               | 0                | 5,8              | 37,5             | -                | 85,7             | 1,9              | 0,6              | 0,1              | 0,3              | 2,0              | Не участвовал  | Не участвовал  | Не участвовал  | Не участвовал  | Не участвовал  | Не участвовал  | Не участвовал  | Не участвовал  | Не участвовал  | Не участвовал  | Не участвовал  |
|                                                                                          | Всего    | 436              | 256              | 20,1             | 45,9             | 23,1             | 70,4             | 5,3              | 0,5              | 0,3              | 1,0              | 7,5              | 5              | 0              | 13,6           | 30,4           | -              | 60,0           | 3,6            | 0,0            | 0,8            | 0,8            | 4,0            |
| Наведите курсор мыши на аббревиатуры в заголовке таблицы, чтобы прочесть их расшифровку. |          |                  |                  |                  |                  |                  |                  |                  |                  |                  |                  |                  |                |                |                |                |                |                |                |                |                |                |                |